# Mycopsylla indica
Mycopsylla indica är en insektsart som beskrevs av Mathur 1975. Mycopsylla indica ingår i släktet Mycopsylla och familjen Homotomidae. Inga underarter finns listade i Catalogue of Life.